# لتاک
لتاک، نام روستایی است از توابع بخش کوهستان شهرستان تنکابن در استان مازندران کشور ایران است.

## جمعیت
این روستا در دهستان میاندامان قرار گرفته و مرکز این دهستان بشمار می‌آید و بر اساس سرشماری مرکز آمار ایران در سال ۱۳۹۵، جمعیت آن ۴۳۴ نفر (۱۴۰ خانوار) بوده است.